# 霧島號護衛艦
霧島號護衛艦（DDG-174）是日本海上自衛隊的護衛艦。她是第二艘金剛級護衛艦。艦名的由來是以宮崎縣與鹿兒島縣縣境內的霧島山來命名，這是繼大日本帝國海軍金剛級戰艦霧島號之後第二艘以霧島命名的日本軍艦。該級首艦名為“金剛”號，同為三菱重工業長崎造船所所造。
與首艦金剛號相比，她在航海雷達正上方增加了反潛直升機的數據鏈天線。
2021年10月2-3日，她和伊勢號、山霧號護衛艦參加了美加英日荷紐六國聯合軍演，與伊麗莎白女王號、卡爾·文森號和隆納·雷根號航母打擊群在沖繩東南海域演習，增強海軍聯合作戰的能力。